# 流行文化中的梅菲斯特
這份列表是有關於與梅菲斯特這個在《浮士德》出場過的虛構惡魔大眾文化作品。在這些作品裡登場的梅菲斯特大多已沒有原作的影子，彷彿是一般的惡魔人物一樣。
另外由於梅菲斯特有各種的拼法，故會在譯名後的括號保留其英文原名以分辨之。至於中文譯名則基本上統一使用「梅菲斯特」而不使用較長的「梅菲斯特費利斯」。

## 戲劇
- 1604年 - 克里斯多夫·馬洛的《浮士德博士悲劇》

## 歌劇
- 2009年 - 梅菲斯特出現在被埃克托·白遼士稱為「傳奇劇（Légende dramatique）」的《浮士德的天譴》（La Damnation de Faust）中。
- 2004年 - 在3月5日時阿里格·博伊托的歌劇《梅菲斯托菲爾》（Mefistofele）初次上演於米蘭。

## 舞台劇
- 在理查·歐布萊恩（Richard O'brien）的舞台劇《Disgracefully Yours》中，梅菲斯特·史密斯（Mephistopheles Smith）是一個主要人物。

## 音樂
- 惡魔死亡重金屬(Satanic death metal)樂團弒神(Deicide)為了他們的第一張專輯而寫了一首名為〈梅菲斯特〉(Mephistopheles)的歌曲。
- 恐怖龐克樂團Samhain有一首歌曲名為〈梅菲斯特華爾滋〉(Mephisto Waltz) (因為水土不服合唱團(The Misfits)的在其盒裝作品集的附加內容，該曲常被弄錯成是這樂團的作品。)
- 在Placebo所唱的第二類歌〈Then the Clouds Will Open For Me〉有「……梅菲斯特，為我靈魂而來。」("...Mephistopheles, who came for my soul")的歌詞。
- 一個挪威黑金屬樂團，霧都魔堡樂團，有一首歌曲名為〈梅菲斯特大混亂〉(The Maelstrom Mephisto)。他們的主唱Shagrath在為了Kamelot樂團的〈梅菲斯特進行曲〉(March of Mephisto)所做的歌曲及影片中扮演梅菲斯特的角色。
- 麥加帝斯在歌曲〈旋渦〉(Vortex)(「梅菲斯特般的交易 / 一個純潔的靈魂的價值被付清」)而〈召喚〉(The Conjuring) (「來加入我吧 在我的地獄深處/ 梅菲斯特(Mephisto)的著名大廳 / 我已得到你的靈魂」)中提及到梅菲斯特(Mephistopheles)。
- 在橫越西伯利亞樂團(Trans-Siberian Orchestra)的概念專輯《貝多芬的最後一晚》(Beethoven's Last Night)上，梅菲斯特(Mephistopheles)演出了身為惡魔的自己。
- 流行尖端曾創作一首純音樂歌曲《梅菲斯特》(Memphisto)，而這根據馬丁·葛爾(Martin Gore)是一部有著艾維斯·普里斯萊做為魔鬼的幻想影片之名。《梅菲斯特》因而是梅菲斯特與孟斐斯的統合體。
- 在警察樂隊的專輯《共時性》裡的〈纏繞你的手指〉(Wrapped Around Your Finger)一曲提及到梅菲斯特(Mephistopheles) 其歌詞寫道：「梅菲斯特並非你的名字，但我知道你和他是一樣的東西。」這首歌本身是關於傳說的由惡魔所營運的黑魔法學院(Scholomance)。在歌曲的上下文裡，梅菲斯特與撒旦是同樣的存在。
- 由革新的金屬樂團Kamelot所唱的概念專輯《史詩》(Epica)述說著浮士德的故事，而這個故事是由其續集「黑之榮耀」(The Black Halo)所延續的。黑之榮耀也是有著霧都魔堡樂團的Shagrath演出梅菲斯特的死亡金屬聲音的單曲〈梅菲斯特進行曲〉的重要部分。
- 由民謠歌手約翰·普林(John Prine)所唱的《孟菲斯特的罪》("The Sins of Memphisto")是誤將孟斐斯和梅菲斯特的名字混合而出現的名稱。
- R&B團體 Spooks在他們的歌曲〈羯磨飯店〉(Karma Hotel)中警告隨意性行為之危險性的韻文裡提及到梅菲斯特（Mephisto）。
- 日本搖滾及哥德金屬樂團Moi dix Mois的專輯《夜之歌劇》(Nocturnal Opera)裡有一首名為〈梅菲斯特華爾滋〉的歌曲。該曲被歸類為悲傷的旋律，而且可能是題獻給由吉他手Mana領導的前團體Malice Mizer中的已故鼓手Kami。
- 在史帝芬·林區(Stephen Lynch)的專輯《The Craig Machine》中關於撒旦之歌曲〈Beelz〉上他說：「梅菲斯特屬於了不起的(Mephistopheles to some)！」
- 女王蜂的專輯《Mephisto》的一首『メフィス卜（Methisto)』

## 文學作品
- 在哥德的浮士德中梅菲斯特是道義對立面的擬人化，與神打賭他會成功讓浮士德背離上帝。

## 電視
- 在齊娜武士公主裡，梅菲斯特（Mephastophilis）是地獄的原初統治者。而在齊娜殺了他之後，他的位置就被（墮）天使路西法給取代了。
- 在1969年的萬聖節電視特別節目「憤怒怪獸派對（Mad Monster Party?）」，艾瑟兒·艾尼斯（Ethel Ennis）所唱的歌曲名稱提及到這個惡魔。
- 初代奥特曼中的美菲拉斯星人，奈克瑟斯奥特曼中的黑暗梅菲斯特。

## 漫畫
- 梅菲斯特（Mephisto）是一個在驚奇漫畫宇宙（Marvel Universe）扮演著惡魔的角色。在其他事件中，他對於把強尼·布雷茲變成鬼騎士這件事有所責任，他也是撒旦娜（Satana）、戴莫·獄嵐（Daimon Hellstrom）與黑心（Blackheart）之父，並且監禁了末日博士（Doctor Doom）母親的靈魂。而最近，梅菲斯特在《One More Day》的故事情節裡扮演了一個重要的部分，在這段情節裡他抹消了蜘蛛人與瑪麗·珍·華生（Mary Jane Watson）的婚姻以換回梅嬸（Aunt May）的生命。
- 在1940年代的DC漫畫有出現一個名叫梅菲斯特博士（Doctor Mephistopheles）的敵人，而他最近則在《藍甲蟲》第28期裡擔任主要角色。
- 在漫畫通靈王裡，法斯特八世[1]的超靈體名為「曼菲斯特E」（Mephistopheles E）。
- 在漫畫《聖鬥士星矢 THE LOST CANVAS 冥王神話》裡，天魁星冥鬥士的象徵即是梅菲斯特（Mephistopheles），而天魁星的杳馬也是主角天馬的父親。
- 在水木茂的漫畫《惡魔君》裡，有一個名叫梅菲斯特二世的角色。
- 在漫畫青之驅魔師裡登場的正十字學園理事長梅菲斯特·費雷斯（メフィスト・フェレス)，在作品中是撒旦的兒子。

## 動畫
- 在電視影集南方公園裡，有一個名叫梅菲斯特博士（Dr. Mephesto）的瘋狂科學家住在城鎮外的不祥山丘。
- 在動畫數碼寶貝馴獸師劇場版裡，梅菲斯獸（メフィスモン）是從啟示錄獸（アポカリモン）的殘餘中誕生的完全體數碼寶貝。
- 《魔法少女小圓》中的「丘比」被認為是梅菲斯特的影射，引誘無知的少女用靈魂換取奇蹟，但魔法少女最終只能以絕望化為魔女並以悲劇收場。近年來將《浮士德》作品詮釋最淋漓盡致的動畫。

## 遊戲
- 在桌上遊戲龍與地下城的衍生電腦遊戲作品絕冬城之夜當中，梅菲斯特成為資料片黯影謎咒的最後魔王，在英雄返回世間之前，誓要把凡間變成地獄。
- 在動作角色扮演遊戲暗黑破壞神中，梅菲斯特成了二代的憎恨之王（暗黑破壞神中譯為墨菲斯托），在暗黑破壞神(diablo1o)被打敗後協助他。
- 在手機遊戲龍族拼圖中，梅菲斯特費勒斯是一隻六星級別的寵物（メフィストフェレス）
- 2015年手機遊戲《Fate/Grand Order》——以「Caster」的職階登場，寶具為「微酣炸彈」。
- 塔防手游明日方舟中角色，整合运动的医疗干部。
- 乙女手遊《Obey Me!》中角色。

## 其他
- 梅菲斯特的烈性黑啤酒（Mephistopheles' Stout）是位於美國科羅拉多州的波爾德的安柏釀酒公司所做之啤酒。
- 梅菲斯特（Mephisto）是一個CMLL[2]的摔角手的名字。
- 梅菲斯特（Mephisto）是一家鞋類公司的商標名。